# Isospora belli
Isospora belli è un endoparassita della famiglia Eimeriidae.
È responsabile dell'isosporiasi, una patologia riscontrabile facilmente nei malati di AIDS.